# Boarmia idiochroa
Boarmia idiochroa är en fjärilsart som beskrevs av Louis Beethoven Prout 1925. Boarmia idiochroa ingår i släktet Boarmia och familjen mätare. Inga underarter finns listade i Catalogue of Life.